# Currys plc
Currys plc (tidligere Dixons Carphone plc) er en britisk multinational elektronik-detailhandelsvirksomhed med hovedkvarter i London. Den blev etableret 7. august 2014 ved en fusion mellem Dixons Retail og Carphone Warehouse, desuden er virksomheden børsnoteret på London Stock Exchange. De har 900 elektronikbutikker på de britiske øer og i Europa. Det inkluderer Currys i Storbritannien og Irland, Elkjøp i Norge, Elgiganten/Gigantti i de øvrige nordiske lande og Kotsovolos i Grækenland.
De driver også mobiltelefoniselskabet iD Mobile i Storbritannien.